# Anthotroche
Anthotroche é um género botânico pertencente à família Solanaceae.